# Paul Tibbets
Paul Warfield Tibbets, Jr. (23. februar 1915 – 1. november 2007) var officer i den amerikanske hærs flyvetropper og kendt som piloten på det fly, der kastede den første atombombe over Hiroshima i Japan 6. august 1945.
Paul Tibbets gik ind i U.S. Army Air Force i 1937 og steg snart i graderne. Han deltog i adskillige bombetogter i Europa under anden verdenskrig fra 1942 og modtog mange anerkendelser i den forbindelse. I 1944 blev han imidlertid kaldt tilbage til USA for at blive en del af gruppen, der arbejdede med nedkastningen af atombomben. Det var Tibbets, der navngav det fly, han førte på togtet til Hiroshima, og det blev opkaldt efter hans mor, Enola Gay.
I 1959 blev Tibbets udnævnt til brigadegeneral, og i 1966 opgav han den aktive militære karriere. Han kom derpå til at arbejde for et flytaxiselskab i Ohio, og han blev firmaets præsident i 1976. Han blev pensioneret i 1987. Den 1. november 2007, døde Paul Tibbets i Columbus, Ohio, efter at hans helbred i månederne op til blev forværret på grund af en række sygdomme.